# 초록곰치
초록곰치(학명: Gymnothorax funebris)는 곰치속에 속하는 곰치의 일종이다. 뉴저지·델라웨어·버뮤다·멕시코만·브라질 등지의 대서양 서부 연안에서 분포하며, 40m 안팎의 깊이에서 자주 발견된다. 2.5m까지 자랄 수 있다.